# Крокодил гребенястий
Крокодил гребенястий, гребінчастий, або морський (Crocodylus porosus) — вид крокодила, що мешкає в солоних водоймах, солонуватих водно-болотних угіддях і прісних річках від східного узбережжя Індії через Південно-Східну Азію і Сунду до північної Австралії та Мікронезії. Це найбільша рептилія з нині існуючих у світі. Самці можуть сягати ваги 1000—1500 кг і довжини у 6 м, рідко перевищуючи 6,3 м. Самки набагато менші — до 3 м завдовжки.
З 1996 року внесений до Червоного списку МСОП як вид, що викликає найменші занепокоєння. До 1970-х років на нього полювали заради видобутку шкур по всьому ареалу. Сьогодні йому загрожують браконьєрство і втрата ареалу. Вважається небезпечним для людини.
Морські крокодили є великими опортуністичними вищими гіперхижаками, що полюють на більшість своєї здобичі із засідки, після чого топлять й ковтають її цілком. Вони полюють майже на будь-яку тварину, яка потрапляє на їхню територію, включаючи інших хижаків, таких як акули, різні види прісноводних і морських риб, включаючи пелагічні види, безхребетних, таких як ракоподібні, різні земноводні, інші плазуни, птахи та ссавці.

## Зовнішній вигляд
Крокодил гребінчастий — найбільший серед крокодилів. Самці можуть досягати довжини 6 м (хоча зазвичай не більші за 5 м); самиці — 2,5—3 м. Дорослі самці важать 1000—1500 кг; зазвичай 400—500 кг. Назву «гребінчастий» цей крокодил отримав за пару гребенів, що йдуть від очей майже до передньої третини морди. Голова в нього велика, з важкими щелепами; у дорослих самців поверхня верхньої щелепи із віком стає горбистою і зморшкуватою. Луска овальна та порівняно дрібна. Молоді крокодили світло-жовті, з чорними смугами й плямами по усьому тілу. У дорослих особин забарвлення темніше, з ясно-коричневими чи сірими ділянками. Черево без смуг, жовте чи біле.

## Поширення
Найпоширеніший із сучасних крокодилів. Найчастіше він зустрічається на узбережжі північної Австралії, на островах Папуа Нової Гвінеї і Індонезії. Ареал його проживання розтягнутий від Шрі-Ланки та східної Індії вздовж узбережжям Південно-Східної Азії до центральних областей В'єтнаму. Відомі популяції на Філіппінських островах, Палау, Вануату і Соломонових островах. Зустрічався гребенястий крокодил і на Сейшельських островах (нині винищений). Окремих індивідів виявляли далеко від звичайних місць проживання — наприклад, в Японії. Здатність здійснювати далекі плавання у відкритому морі, мабуть, пояснює поширення цього виду. Вид вважається вимерлим у Китаї.